# Johannes IV Laskaris
Johannes IV Laskaris, född 1250, död 1305, var monark i kejsardömet Nicaea mellan år 1258 och 1261. 
Johannes IV Laskaris utropades vid fadern, Theodoros II:s död till kejsare av Nicaea, störtades av Mikael VIII Palaiologos som lät blända och inspärra Johannes.